# Bröttjärnarna, Härjedalen
Bröttjärnarna är en sjö i Bergs kommun i Härjedalen och ingår i Ljungans huvudavrinningsområde.